# Violência policial no Brasil
A violência policial no Brasil é apontada como uma das mais graves no mundo, e as principais vítimas são os negros.

## Histórico
De acordo com a Anistia Internacional, entre 1999 e 2004, as polícias do Rio de Janeiro e de São Paulo mataram quase 10 mil pessoas em situações descritas como "resistência à prisão seguida de morte".
O Observatório das Violências Policiais de São Paulo compilou, entre 2006 e 2010, uma lista mensal de assassinatos por policiais e por homens não identificados e encapuzados em São Paulo. A lista tomou como base as informações da imprensa no período e foi iniciada depois dos  atos de violência organizada em 2006 que evidenciaram um modus operandi deste tipo de violência.
"Auto de resistência", que é um caso de exclusão de ilicitude previsto no Código Penal Brasileiro, acabou virando um eufemismo para execuções policiais no Brasil;
foi tema do documentário Auto de Resistência. Por exemplo, auto de residência já foi utilizado para justificar até a morte de uma criança de 2 anos de idade pela polícia.

Após os recentes casos de violência policial em São Paulo, Ariel de Castro Alves, especialista em Direitos Humanos e Segurança Pública pela PUC – SP, criticou no Ponte Jornalismo a atuação política e o modo como os casos são investigados: 
| “ | Mesmo diante de tantas evidências, as autoridades do Governo de São Paulo costumam minimizar os casos de torturas e abusos policiais, tratando-os como meros excessos, assim como tratam assassinatos e execuções como confrontos ou resistências seguidas de morte. Quem atua na área de direitos humanos e segurança pública sabe que a impunidade é garantida aos maus policiais em mais [de] 90% dos casos, já que quem investiga policiais são sempre os próprios colegas dos acusados. O corporativismo e a complacência com a violência da polícia costumam prevalecer, inclusive quando os casos são levados ao Judiciário. (...) Devemos também levar em conta que existem indicativos de que as PMs dos estados se tornaram poderes paralelos, não mais subordinadas politicamente aos governos estaduais e, sim, ao governo federal. Dispostas à violência contra jovens pobres nas periferias, mas também a promoverem perseguições políticas e ideológicas contra quem faça críticas ou oposição ao governo Bolsonaro. As repressões violentas contra as manifestações antifascistas são provas disso. | ” |

Ariel de Castro Alves também responsabilizou Wilson Witzel, João Doria,
o Sergio Moro e Jair Bolsonaro pelos casos, acusando de serem "fiadores da violência policial", dado o modo como eles tratam o problema: "Autoridades minimizam violência, abusos e estimulam mortes, e têm como resultado o desvio de função: polícia é para proteger as pessoas, não cometer crimes".
Samira Bueno, doutora em administração pública e diretora-executiva do Fórum Brasileiro de Segurança Pública, declarou: "Se temos problemas com uma polícia violenta, isso só se sustenta porque o Ministério Público continua arquivando [os casos]. Uma coisa não funciona sem a outra". Comentário semelhante veio da a professora do Departamento de Antropologia  da Universidade Federal de Santa Catarina (UFSC), Flavia Medeiros, ao falar sobre o aumento de execuções da PM de Santa Catarina: "É papel do MP [Ministério Público] o controle externo do uso da força, tanto MP quanto judiciário são omissos neste controle. E essa omissão é forma de corroborar com a ação policial"
No Opinião Nacional da TV Cultura,  o professor da Fundação Getúlio Vargas (FGV) Rafael Alcadipani apontou a subcultura de "matar e bater" como um dos fatores responsáveis pelos casos de violência: 
Se matar e bater resolvesse, o Brasil seria o país mais seguro do mundo. Não se tem uma ideia profissional de segurança pública, mas uma ideia antiga, como se policiais devessem ser jagunços. (...) A gente observa que as organizações policiais possuem subculturas muito fortes que acabam reforçando a violência do policial. É preciso que a gente mude a lógica do que é ser um policial

## Casos
- Minas Gerais 7 de outubro de 1963 – A Polícia Militar do Estado de Minas Gerais atira, com metralhadoras, contra os funcionários desarmados da Usiminas que se manifestavam na portaria da empresa. Oito pessoas (incluindo uma criança de colo) morreram. O evento ficou conhecido como Massacre de Ipatinga.
- São Paulo 8 de fevereiro de 1989 -  Durante uma tentativa de motim nas celas do 42° Distrito Policial do Parque São Lucas, na Zona Leste da cidade de São Paulo, como reação, o Delegado  Carlos Eduardo Vasconcelos, Delegado Titular do 42° Distrito Policial, Celso José da Cruz, investigador que estava no comando no momento da chacina, e o carcereiro Jose Ribeiro, com o auxílio de vários PMs, forçaram através de um “corredor polonês”, 50 detentos a entrarem numa cela forte de um metro por três, dentro da qual foram jogados gases lacrimogêneos. Quando a cela-forte foi aberta, mais de uma hora depois, 18 detentos haviam morrido por asfixia e 12 tiveram de ser hospitalizados. Até a presente data (08/2016), apenas o investigador Jose Ribeiro foi condenado em via definitiva. O Delegado Carlos Eduardo Vasconcelos foi absolvido duas vezes em júri popular, alegadamente por não se encontrar na delegacia na hora do massacre.
- São Paulo 2 de outubro de 1992 – Cento e onze detentos da Casa de Detenção de São Paulo (Carandiru) são mortos por policiais militares. A intervenção da polícia tinha como justificativa acalmar uma rebelião, mas acabou em uma verdadeira chacina. Sobreviventes afirmam que o número de mortos é superior ao divulgado e que a polícia estava atirando em detentos que já haviam se rendido ou que estavam se escondendo em suas celas. Como consequência do chamado massacre do Carandiru está a fundação do Primeiro Comando da Capital.
- Rio de Janeiro 23 de julho de 1993 – Seis crianças de rua são mortas por dois policiais e um ex-policial enquanto dormiam em frente à Igreja da Candelária no Rio de Janeiro. O evento ficou conhecido como chacina da Candelária.
- Rio de Janeiro 29 de agosto de 1993 – Após a morte de quatro policiais em 28 de agosto de 1993 no bairro de Vigário Geral, oficiais da Polícia Militar decidem se vingar, e executam vinte e um moradores da favela, numa das maiores chacinas do estado do Rio de Janeiro.

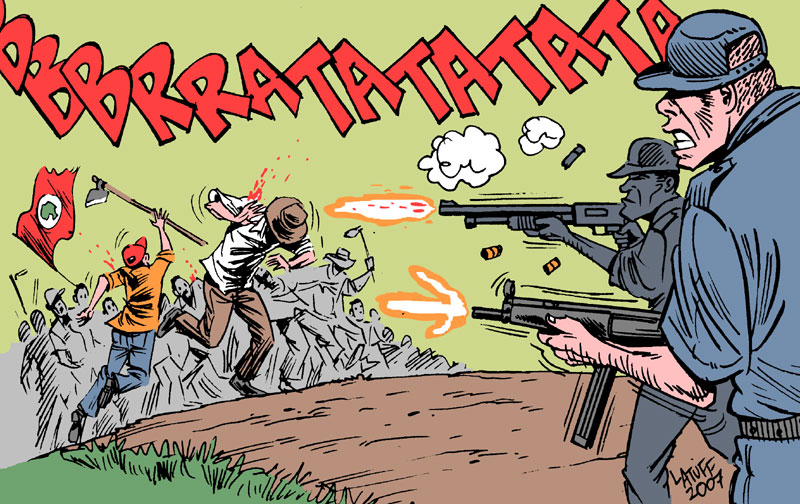
"Massacre de Eldorado dos Carajás" por Carlos Latuff.

- Pará 17 de abril de 1996 – Dezenove sem-terra são mortos pela Polícia Militar do Estado do Pará no que ficou conhecido como massacre de Eldorado dos Carajás. No incidente, a polícia estava encarregada de remover os sem-terra que bloqueavam a rodovia BR-155, que liga o norte ao sul do estado.
- Distrito Federal 7 de dezembro de 2008 – Nilton Cesar de Jesus, torcedor do São Paulo é baleado na cabeça pela Polícia Militar do Distrito Federal antes de jogo com o Goiás na entrada do Estádio Bezerrão. Inicialmente, a PM declarou que o disparo foi acidental e que o torcedor teria tentado tirar a arma do policial. Porém, um vídeo feito pela Rede Record mostra que o torcedor não reagiu ao ser abordado pelo PM.[19] Nilton morreu no hospital quatro dias depois.[20]
- Rio de Janeiro 20 de novembro de 2009 – O paraibano João Maria Ferreira é morto a tiros pela Polícia Militar do Estado do Rio de Janeiro após ameaçar banhistas e policiais com uma faca na Praia do Arpoador. De acordo com a PM, ele já estava sendo acompanhado por bombeiros, que não conseguiram detê-lo. O Corpo de Bombeiros negou a informação.[21][22]
- São Paulo 27 de outubro de 2013 – Douglas Rodrigues de 17 anos passava com o irmão de 13 anos em frente a um bar na Vila Medeiros, zona norte de São Paulo, quando foi abordado por policiais e vítima de um disparo certeiro no peito. “Por que o senhor atirou em mim?”, teria perguntado ao PM, segundo a mãe, Rossana de Souza. Douglas foi levado a um hospital da região, mas não resistiu.[23]
- Rio de Janeiro 23 de setembro de 2015 – Herinaldo Vinicius Santana, de 11 anos, foi morto a tiros no Complexo do Caju, Rio de Janeiro; policiais militares foram afastados para apuração.[24]
- Rio de Janeiro 8 de Abril de 2019 - Militares do Exército fuzilam carro de família com 80 tiros no Rio. Ficou conhecido como Caso Evaldo Rosa.